# Piz Grevasalvas
Piz Grevasalvas är en bergstopp i Schweiz.   Den ligger i regionen Maloja och kantonen Graubünden, i den sydöstra delen av landet, 180 km öster om huvudstaden Bern. Toppen på Piz Grevasalvas är 2 932 meter över havet, eller 466 meter över den omgivande terrängen. Bredden vid basen är 5,1 km.
Terrängen runt Piz Grevasalvas är bergig söderut, men norrut är den kuperad. Närmaste större samhälle är St. Moritz, 15,1 km nordost om Piz Grevasalvas. 
Trakten runt Piz Grevasalvas består i huvudsak av gräsmarker. Runt Piz Grevasalvas är det glesbefolkat, med 13 invånare per kvadratkilometer.